# École nationale d’administration

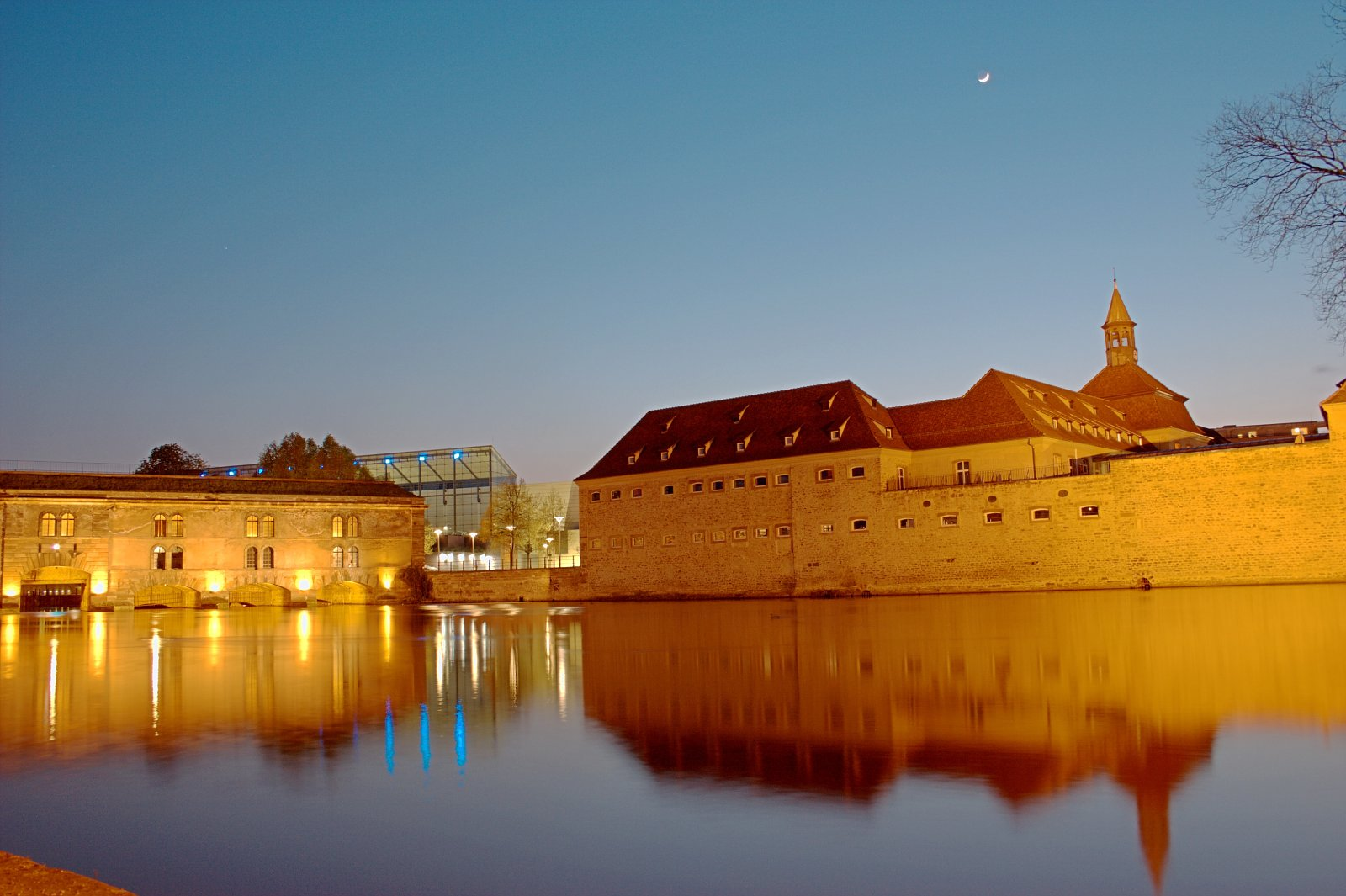
Die École nationale d’administration (rechts) in Straßburg

Die École nationale d’administration (ENA, deutsch Nationale Hochschule für Verwaltung) war eine in Paris, ab 1995 in Straßburg ansässige Grande école, die traditionell die Elite der französischen Verwaltungsbeamten ausbildete. Sie wurde am 9. Oktober 1945 von Charles de Gaulle ins Leben gerufen, um den Aufbau einer von der Vichy-Vergangenheit unbelasteten Verwaltung zu ermöglichen. Zum 1. Januar 2022 wurde sie durch das Institut national du service public (INSP) ersetzt.

## Geschichte
Die Gründung der ENA war Teil eines Programms zur Reform der französischen Verwaltung, geleitet vom damaligen Generalsekretär der Parti communiste français (PCF), Maurice Thorez. Die Schule wurde in Paris eingerichtet, zunächst in der Rue des Saint-Pères 56, später in der Rue de l’Université 13.
Édith Cresson setzte als Premierministerin im Zuge der bislang eher halbherzigen Dezentralisierungsbestrebungen 1992 gegen erhebliche Widerstände durch, dass die klassische ENA-Ausbildung nach Straßburg verlegt wurde. Sie bezog dort das ehemalige Kloster Saint-Jean (eine Kommende des Johanniterordens). Über zehn Jahre hinweg lief der Betrieb der ENA zugleich in Paris und in Straßburg ab, bevor 2005 der Umzug der restlichen Ausbildungseinrichtungen der ENA nach Straßburg abgeschlossen wurde. Damit einher ging auch die Integration des Institut international d’administration publique (IIAP) in die ENA.
Die Pariser Gebäude wurden von der SciencesPo Paris (früher bekannt als Institut d’études politiques de Paris/ IEP Paris) übernommen. Die meisten ENA-Studenten sind Absolventen der Sciences Po.
Der französische Staatspräsident Emmanuel Macron, selbst ENA-Absolvent, teilte am 25. April 2019 mit, dass er die ENA auflösen wolle, und bekräftigte dies im Juli 2019 sowie am 8. April 2021. Die ENA wurde am 31. Dezember 2021 geschlossen. An ihrer Stelle wurde am 1. Januar 2022 das Institut national du service public (INSP), ebenso mit Sitz in Straßburg, eröffnet. Dadurch solle der öffentliche Dienst in Frankreich „effizienter, transparenter und wohlwollender“ werden; gleichzeitig sollten mehr Bewerber aus schlechter situierten Schichten gewonnen werden.

## Zulassung
Die ENA war geprägt von den historischen Umständen ihrer Gründung, insbesondere vom Geist derer, die – oftmals aus der Résistance kommend – den Wiederaufbau Frankreichs übernahmen. Vor 1945 hatte es keine zentrale Ausbildungsstätte für die höheren französischen Verwaltungsbeamten gegeben. Um den Zugang zur ENA so gerecht und transparent wie möglich zu gestalten, wurde ein rigoroser Concours als Zulassungsverfahren eingeführt. Von jährlich etwa 3000 Bewerbern bestanden 120 das strenge Auswahlverfahren. Viele der ausländischen Studenten an der ENA waren Deutsche, die vom Deutschen Akademischen Austauschdienst (DAAD) ein Stipendium erhalten hatten. Die ENA kooperierte mit mehreren ausländischen Hochschulen; Kooperationspartner in Deutschland waren die Bundesakademie für öffentliche Verwaltung (BAKÖV), die Deutsche Universität für Verwaltungswissenschaften Speyer, die Universität Potsdam und die Führungsakademie Baden-Württemberg.

## Ausbildung
Aufgabe der ENA war es, den zukünftigen höheren Verwaltungsbeamten eine fachübergreifende Ausbildung zukommen zu lassen. Die Gesamtdauer der Ausbildung betrug 24 Monate. Die Schulzeit wurde in drei Module geteilt: Modul „Europa“ mit 27 Wochen Dauer, davon 17 Wochen in Form eines Praktikums in europäischen und internationalen Institutionen; Modul „Territoire“ (Staatsgebiet) mit 33 Wochen Dauer, davon 22 Wochen Praktikum in einer Präfektur oder einer Gebietsverwaltung; Modul „Gestion et management publics“ (Verwaltung und Management), 27 Wochen, davon 15 Wochen Praktikum in einem Unternehmen.
Die Ziele der Studienphase, die aus Fallstudien, Gruppen- und Einzelarbeiten bestanden, waren
- die Vertiefung der Kenntnisse des Rechts, der Ökonomie sowie europäischer und internationaler Themen
- die Vermittlung von Verwaltungstechniken (z. B. das Verfassen juristischer Texte, öffentliches Rechnungswesen, Leitung, Mitarbeiterführung, Verhandlungstechniken, Sprachen, EDV)
- die Entwicklung der Fähigkeit, in den Verwaltungswissenschaften zu forschen.

## Absolventen
Französische Absolventen der ENA mussten nach dem Abschluss mindestens zehn Jahre im französischen Staatsdienst arbeiten. Viele „Enarchen“ traten ihren Dienst zunächst beim Conseil d’État, beim Rechnungshof oder in französischen Ministerien an. Einige verpflichteten sich für den diplomatischen Dienst. Während Eintritt und Verbleib im Staatsdienst bereits mit Bestehen des ENA-Auswahlverfahrens garantiert waren, hing die Erlangung lukrativer Dienstposten zu Beginn der Beamtenlaufbahn entscheidend vom erreichten Classement bei der Abschlussprüfung ab.
Ein Großteil der französischen Spitzenpolitiker haben ihre Laufbahn als ENA-Absolvent begonnen. Alle bisherigen Enarchen, d. h. Absolventen der ENA (von der Gründung bis 2007 ca. 5600), sind im Verzeichnis „annuaire“ gemeinsam mit den ausländischen ENA-Absolventen aufgeführt. Jeder Abschlussjahrgang wählte einen Namen, mit dem beispielsweise eine bestimmte Person geehrt wird. Später wurden die Absolventen dann als Mitglieder beispielsweise der Promotion Nelson Mandela bezeichnet. Die Ehemaligenvereinigungen wie die Association des anciens élèves de l’ENA (AAEENA) in Paris und die Gesellschaft der deutschen ehemaligen ENA-Schüler e. V. haben sich mit anderen ausländischen ENA-Ehemaligenvereinigungen zu einer Confédération zusammengeschlossen.
Zu den bekanntesten Absolventen zählen (nach Abschlussjahrgang geordnet):
Promotion France combattante (1947)
- François-Xavier Ortoli (1925–2007), ehemaliger Präsident der Europäischen Kommission
- Alain Peyrefitte (1925–1999), Minister

Promotion Union française (1948)
- Claude Cheysson (1920–2012), ehemaliger Außenminister und EU-Kommissar

Promotion Europe (1951)
- Valéry Giscard d’Estaing (1926–2020), ehemaliger Staatspräsident

Promotion France-Afrique (1957)
- Édouard Balladur (* 1929), ehemaliger Premierminister
- Gilbert Guillaume (* 1930), ehemaliges Mitglied des Internationalen Gerichtshofes

Promotion 18 juin (1958)
- Michel Rocard (1930–2016), ehemaliger Premierminister

Promotion Vauban (1959)
- Jacques Chirac (1932–2019), ehemaliger Staatspräsident und ehemaliger Premierminister

Promotion Alexis de Tocqueville (1960)
- Michel Camdessus (* 1933), ehemaliger Direktor des IWF

Promotion Stendhal (1965)
- Lionel Jospin (* 1937), ehemaliger Premierminister

Promotion Montesquieu (1966)
- Jean-Paul Costa (1941–2023), ehemaliger Präsident des Europäischen Gerichtshofs für Menschenrechte

Promotion Marcel Proust (1967)
- Michel Pébereau (* 1942), Vorsitzender von BNP Paribas

Promotion Thomas More (1971)
- François Léotard (1942–2023), ehemaliger Verteidigungsminister
- Jean-Claude Trichet (* 1942), ehemaliger Direktor der EZB

Promotion Charles de Gaulle (1972)
- Louis Gallois (* 1944), Vorstandsvorsitzender von EADS
- Alain Juppé (* 1945), ehemaliger Premierminister

Promotion François Rabelais (1973)
- Laurent Fabius (* 1946), ehemaliger Premierminister

Promotion Michel de L’Hospital (1979)
- Ronny Abraham (* 1951), seit 2005 Richter am Internationalen Gerichtshof

Promotion Voltaire (1980)
- Philippe Étienne (* 1955), französischer Botschafter in Berlin
- François Hollande (* 1954), ehemaliger Staatspräsident
- Ségolène Royal (* 1953), ehemalige Umweltministerin, Kandidatin der Sozialistischen Partei für die französische Präsidentschaftswahl 2007
- Michel Sapin (* 1952), Arbeitsminister
- Dominique de Villepin (* 1953), ehemaliger Premierminister
- Henri de Castries (* 1954), Vorsitzender der Bilderberg-Konferenz

Promotion Léonard de Vinci (1985)
- Jean-François Cirelli, Vorstandsvorsitzender von GDF

Promotion Fernand Braudel (1987)
- Pascal Lamy (* 1947), Generaldirektor der WTO und ehemaliger EU-Kommissar

Promotion Liberté-Égalité-Fraternité (1989)
- Jean-François Copé (* 1964), ehemaliger Vorsitzender der UMP

Promotion Léopold Senghor (2004)
- Emmanuel Macron (* 1977), Staatspräsident

Bekannte ehemalige deutsche Austauschstudenten an der ENA sind Wolfgang Schuster, Michael Jansen, Andreas Kaplan, Edda Müller, Gunter Pleuger, Reinhard Schäfers, Uwe H. Schneider, Joachim Bitterlich, Hartmut Bäumer und Markus C. Kerber.

## Kritik an der ENA
Die ENA ist in Frankreich hoch angesehen, ihre Ausbildung begehrt, aber zugleich umstritten. Über die Jahre zeigte sich, dass der eigentlich neutrale Concours eine auffallende Homogenität der Studentenschaft hervorbrachte. Daraus resultierte die Kritik, dass die ENA-Ausbildung mangels Berücksichtigung verschiedener gesellschaftlicher Perspektiven faktisch zu einer Einengung der staatlichen Handlungsfähigkeit führen würde. Daher wurden Forderungen laut, nicht selten von ehemaligen ENA-Absolventen, die Zulassungsregularien, die Ausbildung selbst und vor allem die Verquickung des Studienabschlusses mit einem nahezu garantierten Zugang zum höheren öffentlichen Dienst (über das classement) zu reformieren.
Als Reaktion auf die Kritik wurde beim Umzug der ENA nach Straßburg ihr Curriculum überarbeitet, doch ließ dies die Kritiker nicht verstummen, da sich die französische Führungselite weiterhin nahezu ausschließlich aus ein und demselben Milieu rekrutierte, das nur zehn Prozent der Bevölkerung ausmachte.
Auf dem Fernsehsender arte wurde das vierteilige Drama Lehrjahre der Macht ausgestrahlt, das sich insbesondere mit diesen Kritikpunkten befasst.
2012 kam es in Frankreich durch die im Mai bzw. Juni stattfindenden Präsidentschafts- und Parlamentswahlen zu einem als historisch betrachteten Machtwechsel: Zum ersten Mal seit 1981 (Mitterrand) wurde wieder ein Kandidat des Parti socialiste (PS) zum Präsidenten gewählt (François Hollande); in beiden Kammern des Parlaments (Nationalversammlung und Senat) erlangte der PS die absolute Mehrheit. Zahlreiche der wichtigsten Ämter in Politik und Verwaltung wurden neu besetzt, viele mit Personen, die Ende der 1970er an der ENA studiert hatten und denen Mitterrand ab 1981 den Weg in staatliche Ämter geebnet hatte.
Die New York Times nannte die ENA im Jahr 2019 aufgrund ihrer Funktion als Kaderschmiede für Menschen aus finanziell reichen Elternhäusern inzestuös.